# 阳关林场风波
2021年1月20日，中国新华社旗下的《经济参考报》报道了阳关林场防护林被毁的问题；阳关林场位于甘肃省敦煌市，是三北防护林的一部分，加上近年来网民对植树、防沙的较大关注，所以这一报道引起了激烈的讨论。在此之前，从2001年起，中国官方媒体就有关于该林场遭到破坏的报道，中央环境保护督察组也曾收到关于该林场的投诉，并有环境保护组织对此情况提起诉讼，但都未能解决问题。报道发布后，甘肃省人民政府于1月20日成立了调查组，并于26日公布了调查结果，表示只有个别的违规砍伐行为。然而1天后，《经》报再发文章，公布了3份相关文件，质疑林场和甘肃省方面的可信度。28日，中央生态环境保护督查办公室赶赴敦煌进行现场调查。3月19日，由中央部委组成的联合调查组公布了最终的调查报告，认为林场确实存在管理问题，同时也推翻了先前《经》报公布的文件里的数据。

## 背景

### 敦煌市葡萄产业
敦煌当地有葡萄生产及运输的历史可追溯到西汉张骞通西域，之后葡萄陆续经敦煌传入中原。北魏时期当地有规模种植的记载。1998年，敦煌市葡萄酒业有限责任公司成立。2008年9月6日至9月8日，敦煌当地政府举办“中国·敦煌第一届葡萄文化节”，通过举办葡萄节发展其产业。与此同时敦煌提出建设西北葡萄生产基地，并注册“阳关牌”、“敦煌牌”葡萄品牌，其无核白葡萄、红地球葡萄被中国农学会葡萄分会评为“中华名果”:157-158。2009年，敦煌市葡萄累计种植面积0438万hm²，其中以无核白、红地球为主的葡萄累计面积达0.425万hm²，葡萄总产量6703万kg，总产值15186万元。2010年，全市葡萄累计面积0.54万hm²，总产量7089万kg:162。
2020年，敦煌市人民政府开始加大宣传当地的葡萄产业，微博@敦煌发布在2020年共发布了20条敦煌葡萄相关的推送。

### 之前的报道
2001年，人民网转载了文章《敦煌千亩防护林遭斧斫》，称有3000多株防风林木在没有伐木证的情况下被砍伐，而空出来的土地被改成了葡萄园。2006年，《中国经济时报》曾刊文《敦煌，切莫重演楼兰悲剧》；2011年，《甘肃林业》杂志曾刊出题为《荒漠变绿洲——敦煌市阳关林场阻沙东移纪实》的文章；2017年3月，就一些媒体的报道，酒泉市林业局曾发布《关于媒体反映敦煌市阳关林场范围内毁林开荒调查情况的报告》。

### 之前的投诉
2016-2017年，中央第七环境保护督察组收到了十件关于阳关林场的投诉。
| 编号      | 投诉事由 | 调查情况 |
| --------- | --- | --- |
| 2016-4号  | 阳关林场毁林造地3800亩 | 经现场勘查和查阅资料， 林地和经济林面积没有发生变化， 投诉的情况不存在。                                                                                              |
| 2016-13号 | 1. 敦煌市林业局、国营林场、阳关镇水管所部分领导 公然违反酒泉市和敦煌市“三禁政策”， 砍伐敦煌林场防护林3800亩林地种植葡萄， 破坏敦煌“沙漠都江堰”工程， 导致周边生态环境严重恶化。 2. 阳关防护林经营者敦煌飞天生态产业有限公司（以下简称飞天公司） 向当地政府有关部门多次反映上述问题， 却遭到10余次打击报复， 致使企业停产、几百名员工失业。 | 举报问题不属实。 |
| 2016-14号 | 自2006年开始，飞天生态科技园法人将林场西头沟水资源破坏情况向省委省政府反映后未得到重视。 | 举报问题不属实。 |
| 2016-24号 | 1. 敦煌市飞天生态科技生态园何姓人员 破坏阳关林场、阳关镇龙勒村、二墩村、阳关村葡萄园灌溉水源， 导致阳关林场河南1000多亩林地枯死， 生态破坏严重。 2. 当地政府某领导包庇套取国家资金。 | 1. 灌溉水源未被破坏； 2. 飞天公司尚未实施更新造林， 也没有拿出相关计划； 3. 暂未发现有套取国家资金的现象； 4. 由于该案件历时时间较长，情况复杂， 还需进一步核查取证； |
| 2016-28号 | 自2014年以来， 林场村民砍伐林场内的树木， 改造为耕地。 | 林场采伐的树木主要是残次林及林带改造， 均依法办理了采伐许可手续， 故投诉情况与事实不符。                                                                              |
| 2016-34号 | 1. 敦煌市林业局、国营林场、阳关镇水管所部分领导公然违反“三禁政策”， 砍伐林场防护林3800亩林地林木种植葡萄， 导致周边生态环境严重恶化。 2. 林业局主要领导欺骗上级调查组， 将毁坏的防护林说成残次林改造； 3. 阳关防护林经营者飞天公司向当地政府有关部门多次反映上述问题却遭到10余次打击报复； 4. 举报人向中央环保督察组反映问题却遭到恐吓威胁。 | 投诉情况与事实不符。 |
| 2016-43号 | 林场实际占地面积为8000亩， 毁林造地面积为5000亩， 与当地政府在媒体上公布结果不符。 | 经过现场勘察和卫星图像比对， 调查组认为投诉情况与实际情况不符。 |
| 2016-45号 | 敦煌市调查的阳关耕地面积3283亩与事实严重不符， 仅2013年敦煌阳关林场已有5000多亩， 经过近三年来毁林造地， 农用地估计增加到8000亩。 | 2016年12月16日，经过现场勘察和卫星图像比对， 除敦煌葡萄酒业有限公司按照批复建设的 阳关沙漠森林公园改造残次林567亩外， 阳关林场在管理范围内没有发现毁林造地的现象。    |
| 2016-66号 | 问题： 1. 敦煌市飞天科技园何姓人员以防风治沙、旅游开发为名， 私自改变泄洪渠道，将洪水引入沙漠， 致使西土沟大量河道被风沙掩埋， 下游自然林带和人工防风林带大面积枯死， 葡萄等农作物大量减产。 2. 飞天科技园项目未考虑周边群众生存问题， 损害生态环境，项目建设未征求群众意见， 项目审批手续未向社会公示。 3. 飞天科技园虚报治沙政绩， 不存在媒体所报道的飞天公司植树造林几千亩防护林。 举报人要求： 1. 立即停止飞天科技园破坏生态和水源的行为，停建工程； 2. 拆除所建堤坝，清理河道积沙，恢复原有河流和周边生态环境； 3. 严厉查处飞天科技园项目审批和建设过程中的违法行为； 4. 赔偿农民的经济损失。 | 1. 敦煌市已经责令敦煌飞天生态产业公司项目停止建设， 并聘请高水平的第三方环境评估专业机构进行现场监测评估； 2. 敦煌市纪委对多位相关负责人进行工作约谈。                |
| 2016-89号 | 举报人向督察组来电反映了林场被砍伐问题后， 酒泉市环保部门不但没有去查处违法主体， 反而向受害者敦煌飞天生态产业园进行现场检查 并指出许多无中生有的问题。 | 投诉情况与事实不符。 |

### 绿发会的起诉
2019年，向甘肃矿区人民法院起诉了敦煌阳关林场、敦煌市葡萄酒业公司。矿区法院要求调节双方的矛盾，而绿发会认为调解无法促成生态修复。

## 时间线
| 日期    | 进展                                                                  |
| ------- | --------------------------------------------------------------------- |
| 1月20日 | 《经济参考报》发表文章《万亩沙漠防护林被毁 敦煌防沙最后屏障几近失守》 |
| 1月20日 | 甘肃省人民政府宣布，敦煌市成立工作专班。                              |
| 1月20日 | 甘肃省成立由副省长刘长根带队的调查组，于当日下午赶赴阳关林场。        |
| 1月21日 | 中央生态环境保护督察办公室派人前往敦煌市开展调查。                    |
| 1月26日 | 甘肃省人民政府召开新闻发布会，宣布调查组的调查结果                    |
| 1月27日 | 新华社再发文章，披露相关文件                                          |
| 1月28日 | 生态环境部宣布，中央环境督察办的调查已经基本结束。                    |
| 3月19日 | 联合调查组公布调查结果                                                |

## 首篇报道
2021年1月20日，新华社旗下的《经济参考报》发表文章《万亩沙漠防护林被毁 敦煌防沙最后屏障几近失守》，引发了广泛的关注和激烈的讨论。这篇报道称，作为三北防护林一部分的敦煌阳关林场遭遇大面积“剃光头”式砍伐，“万余亩”防护林因砍伐而“所剩无几”，导致“一道宽约5公里的通道”出现，使库姆塔格沙漠的沙尘能直通敦煌。根据《经济参考报》记者现场的走访，腾出来的土地被改为葡萄园，“甚至有全部取代之势”，而葡萄的种植需要大量的灌溉，以及与荒漠类似的土壤，这会导致阳关林场“会被沙漠掩埋”，加剧沙漠化的风险。另外《经》报记者还发现，阳关林场虽然有大片国家级和地方公益林，但是相关的标志“陆续被砸被毁”， 像是“刻意让人忘记”公益林的性质。《经》报记者还披露道，林场本身和当地政府在掩盖树木被大量砍伐的问题；被砍伐的树木“绝大多数都是存活良好、长势健壮”，有些被砍伐的胡杨被“剥掉树皮”，甚至“被烧得焦糊”，以制造自然死亡的假象，而敦煌市林业局和林场本身都坚称“不存在乱砍滥伐问题”，还说所谓的砍伐“实施的是残次林改造”。

## 事件发酵
截止1月25日，此次舆情风波的全网相关信息达到67.89万条，信息量峰值在1月23日出现，达41.58万。
1月21日，人民网发表评论《万亩沙漠防护林被毁，必须一查到底！》；文章中写道，阳关林场是一条重要的生态屏障，甘肃省委、省政府已就此事成立调查组赶赴敦煌；文章还提到，阳关林场早在2017年就有媒体关注过，现在再次被关注，这需要有关部门深入调查。
1月23日，《人民日报》微博发表评论，称“欲守敦煌，先守阳关”；此微博一出，立即引发了网民的情绪共鸣；截止1月30日，这条微博被转发了49317次，而大多数的转发和评论都呈现了愤怒和悲伤的情绪，还出现了“严惩”、“追查到底”等呼声。这条微博在1月24日引起了舆论的“小高峰”——当天共有12.75万条相关信息产生。
全网敏感信息比例在《经》报发表文章当天达到了94.99%，21日时达83.31%，22日为61.04%，23日时上升至73.38%，24日为70.98%，25日为63.39%。在26日甘肃省发表官方通报后，敏感信息比例下降至48.24%，27日继续下降至45.76%。

## 甘肃省调查报告
1月20日，甘肃省成立由副省长刘长根带队的调查组，于当日下午赶赴阳关林场。

### 阳关林场相关
2021年1月26日上午，调查组举行调查情况新闻发布会，表示经过比对分析历年卫星遥感资料，查阅1999年、2009年和2019年全国土地调查数据，未发现2000年以来林地大面积减少的情况。
2018年至2019年间卫星遥感数据显示，林场范围内有3处面积约42.98亩的疑似林地破坏图斑，经调查组现场核查，主要是阳关林场进行基础设施改造，新修砂石道路和U型灌渠、铺设管线灌线造成的，并未出现砍树开垦葡萄园地的情况。
就葡萄园的问题，调查组引用了遥感卫星资料，称葡萄园的面积只是在2012年，通过残次林改造增加了400亩，此后再无变化。调查组引用了1999、2009、2019三年的全国土地调查数据，认为与遥感卫星资料相互印证。
至于公益林的变化，调查组表示，林场的5500亩树林因为树龄超过50年，且老化严重， 按照《甘肃省林地落界实施细则》（2012年）标准 ，于2013年被转为地方公益林，不再享受国家级公益林的补助。2012-2020年，阳关林场按照《森林法》等法律法规和国家《低效林改造技术规程》等技术标准规定，逐年开展树林更新改造工作；期间，阳关林场向原敦煌市林业局申请办理林木采伐许可证29份，采伐林木8827株，折合面积105亩。 
就一些媒体关于敦煌再次陷入沙尘天气威胁的报道，调查组引述了遥感卫星数据称，2009年以来，阳关绿洲面积及植被情况没有明显变化。
另一方面，调查组表示，阳关林场管理存在问题，如林木抚育工作不够规范，林木更新采伐管理不够到位，水资源节约利用不够，存在违规承租和协调不力问题。调查组举例道，个别工人违规操作，将10余棵（活立木蓄积约3立方米）尚未完全枯死的行道树从底部锯断，而锯断面可见明显的活木痕迹。另外，调查组还发现了2截被焚烧的树干残骸，这一情况已经由敦煌市着手调查。

### 飞天公司相关
调查组还提及了敦煌飞天公司的“自身发展利益”与“群众利益”以及“生态保护要求”相冲突；即使在省、市工作组多次指导问题整改和化解矛盾的情况下，飞天公司也没有整改到位，也没有彻底化解矛盾。
调查组披露道，飞天公司为发展鱼类养殖产业，在阳关林场上游的西土沟实施了拦洪坝、月亮湖、九连湖和十三条防洪坝等工程，将西土沟河截流改道，导致河道下段溢水泉眼被风沙封堵，影响了阳关林场的用水。调查组指出，飞天公司实施的这些项目，部分位于阳关自然保护区和阳关遗址所在地，违反自然保护区和文物保护管理相关规定，属违法违规建设行为。在生态环境部牵头的“中央生态环保督察”，以及审计署开展的“省委省政府主要领导经济责任审计”和“自然资源资产离任（任中）审计”等反馈意见中，对这些问题都有反映。在2016年第一轮中央环保督察以及2019年第二轮中央生态环保督察进驻甘肃省期间，督察组曾多次接到有关飞天公司的举报，督察组也将举报转交地方查处。然而，这些问题一直没有下文。
另外，敦煌市政府有官员向《法治日报》记者透露，这次引起舆论风波的报道就是飞天公司在背后运作的结果，目的是向政府施压，以期获得更高补偿。

## 风波再起

### 新华社再发报道
1月27日，新华社转载了《经济参考报》的文章《“敦煌毁林案”： 13300亩还是6000亩？有图有真相》；在这篇报道中，《经》报展示了林场1997年申请发展葡萄园的可行性报告，2004年申请改制的方案，以及2016年回应中央环保督察组的情况说明（引用了2004年方案），而这3份文件里防护林的面积分别是14000亩、13300亩和13300亩，暗示林场和甘肃省方面提供了不实的信息。至此，这场风波出现了“罗生门”的局面。

### 引发热议
《经》报的第二篇报道引发了舆论热度的回升，有众多网民认为必然有一方在说谎、要被“打脸”，有声音认为“防护林”、“生态林”等概念的定义一直没有明确，还有声音认为，有可能林场虚报防护林面积以骗取（对公益林的）补助，也有可能当地土地管理混乱，各部门间不协调。另外，由于报道中树林被改为葡萄园，而葡萄并不属于《生态公益林建设技术规程》中“防风固沙林主要适宜树种表”里的植物，有些网民开始讨论“敦煌市是否适合种植葡萄”，甚至有人提出要“抵制甘肃葡萄”。
1月29日，人民网舆情频道发表评论《走出敦煌毁林事件罗生门 要看到两个关键问题》，认为此次风波不再只是树林是否被毁的问题，而且牵涉了地方长期的生态环境治理工作、地方土地管理、环境公益诉讼、外界监督等多个方面。

## 中央政府调查
1月28日，在生态环境部副部长翟青的带领下，中央生态环境保护督查办公室赶赴敦煌进行现场调查。3月19日，由自然资源部、生态环境部、国家林草局组成的调查组公布调查情况；这次的调查认定阳关林场的权属范围只有西南片区的1.16万亩，推翻了先前的数据，确定了与1990年相比，30年来西南片区乔木林地减少了3850.59亩，灌木林地增加了518.93亩，葡萄园等园地增加了3547.5亩，还认为林场存在以下问题：
- 存在毁林开垦、无证采伐等问题；
  - 2004至2012年，敦煌市政府及林业局违规批准敦煌葡萄酒业有限公司（以下简称“敦煌酒业公司”）在阳关林场建设沙漠森林公园、种植枣树、葡萄品种园等[註 3]。2013至2014年，敦煌酒业公司毁林开垦567亩用于种植葡萄和枣树，其中葡萄园400亩、枣园167亩。
  - 2013年以来，阳关林场内新修砂石道路等设施，违规占用林地99.85亩[註 4]；
  - 经现场核查，有7处路边防护林带被无证采伐，补充更新不及时，林木稀疏，出现豁口。2010年以来，村民砍伐破坏树木604株被立案查处。
- 防护林质量下降；林场靠近南边的近600亩杨树林因缺水而林相残破，其中约200亩因缺水枯死；
- 国家公益林调出不规范；2012-2013年，敦煌市林业局等各级林业主管部门未严格审查把关，将林场内的5500亩国家公益林全部调整为地方公益林；
- 违规挪用国家森林生态效益补偿资金；2013至2018年，在林场已没有国家公益林后，敦煌市林业局、财政局于将国家森林生态效益补偿资金26万元违规调剂给阳关林场使用；
- 违规批准将林地承包给企业；2007-2011年，林场将5000亩地承包给3家公司，然而这3家公司未严格履行承包合同，于是在2014至2017年，敦煌市先后与三家企业解除合同，收回4433亩林地，但567亩林地使用权直至这次调查后，于2021年2月22日才签订收回协议。

## 后续
3月17日，国家林业和草原局启动全国打击毁林专项行动，行动于3月至12月集中开展。
甘肃省国有林场改革领导小组办公室随后下发《关于开展国有林场清查整治工作的通知》，要求汲取此次风波的问题教训，推进全省的林场整治工作。4月9日，工作在张掖市展开。

### 第七环保督察组相关
1. ↑  . 酒泉市人民政府. 2016-12-10  [2021-02-02]. （原始内容存档于2021-02-13）.
2. ↑  . 酒泉市人民政府. 2016-12-15  [2021-02-02]. （原始内容存档于2021-02-13）.
3. ↑  . 酒泉市人民政府. 2016-12-15  [2021-02-02]. （原始内容存档于2021-02-13）.
4. ↑  . 酒泉市人民政府. 2016-12-20  [2020-02-02].[]
5. ↑  . 酒泉市人民政府. 2016-12-22  [2020-02-02].[]
6. ↑  . 酒泉市人民政府. 2016-12-22  [2020-02-02].[]
7. ↑  . 酒泉市人民政府. 2016-12-26  [2020-02-02]. （原始内容存档于2021-01-28）.
8. ↑  . 酒泉市人民政府. 2016-12-26  [2021-02-01].[]
9. ↑  . 酒泉市人民政府. 2017-01-04  [2020-02-02].[]
10. ↑  . 酒泉市人民政府. 2017-01-11  [2020-02-02].[]